# Croton delpyi
Espèce
Croton delpyi est une espèce de plantes à fleurs du genre Croton et de la famille des Euphorbiaceae, présente de la Chine (sud du Yunnan) à la péninsule Malaise.
Il a pour synonyme :
- Croton mangelong, Y.T.Chang, 1983